# Bojan Matić
Bojan Matić (in serbo Бојан Матић?; Zrenjanin, 22 dicembre 1991) è un calciatore serbo, attaccante del Voždovac.

## Carriera
Il 17 luglio 2018 viene acquistato a titolo definitivo dalla squadra sudcoreana del Seoul.

## Palmarès

### Club

#### Competizioni nazionali
- Campionato uzbeko: 1

Paxtakor: 2021
- Campionato montenegrino: 1

Dečić: 2023-2024
- Coppa del Montenegro: 1

Dečić: 2024-2025